# スプレイグ・グレイデン
スプレイグ・グレイデン（Sprague Grayden、1980年7月21日 - ）は、アメリカ合衆国の女優。

## 出演作品
- ザ・フォロイング2
- 偽りの太陽 ～Low Winter Sun（マヤ・カリス）
- ホワイトカラー シーズン4（エレン・パーカー（若年期））
- Major Crimes ～重大犯罪課 シーズン1
- TOUCH/タッチ シーズン1
- パラノーマル・アクティビティ3（クリスティ）
- Dr.HOUSE ―ドクター・ハウス― シーズン7
- LAW & ORDER: LA
- グレイズ・アナトミー7
- 私はラブ・リーガル2
- パラノーマル・アクティビティ2
- クリミナル・マインド5 FBI行動分析課
- 24 -TWENTY FOUR- シーズン VII（オリヴィア・テイラー）
- スリー・リバーズ ～命をつなぐ熱き医師たち
- LAW & ORDER:性犯罪特捜班 シーズン10
- CSI: マイアミ7
- サン・オブ・アナーキー シーズン1
- ジェリコ ～閉ざされた街～ シーズン2（ヘザー・リシンスキー）
- WITHOUT A TRACE／FBI 失踪者を追え！ シーズン6
- プライベート・プラクティス 迷えるオトナたち
- Weeds ～ママの秘密 シーズン3
- ジェリコ ～閉ざされた街～ シーズン1（ヘザー・リシンスキー）
- パラダイス・ロスト
- CSI: ニューヨーク2
- シックス・フィート・アンダー シーズン5
- 女検死医ジョーダン シーズン4
- One Tree Hill シーズン2
- シックス・フィート・アンダー シーズン4
- LAW & ORDER: 性犯罪特捜班 シーズン3
- ゾンビ・オブ・ザ・デッド2